# Élections municipales rwandaises de 2021
 (août 2021).
Les élections municipales rwandaises de 2021 ont lieu les 20 février et 5 mars 2021 afin de renouveler pour cinq ans les membres des conseils municipaux du Rwanda.